# Os Maias (minissérie)
Os Maias é uma minissérie brasileira produzida e exibida pela TV Globo de 9 de janeiro a 23 de março de 2001, em 42 capítulos.
Escrita por Maria Adelaide Amaral, com colaboração de Vincent Villari e João Emanuel Carneiro, foi livremente inspirada no romance homônimo de Eça de Queiroz – unindo tramas e elementos de A Relíquia e A Capital (ambos romances de Eça). A direção foi de  Emilio Di Biasi e Del Rangel, sob direção geral de Luiz Fernando Carvalho.
Contou com as atuações de Ana Paula Arósio, Fábio Assunção, Walmor Chagas, Leonardo Vieira, Simone Spoladore, Marília Pêra, Matheus Nachtergaele e Selton Mello nos papeis principais e narração de Raul Cortez como Eça de Queiroz.

## Enredo
Os Maias retrata a decadente aristocracia portuguesa na segunda metade do século XIX, através da trágica história de uma tradicional família lisboeta. Pedro da Maia, filho do patriarca e viúvo Dom Afonso da Maia, vive enclausurado em sua melancolia. Inseguro, Pedro conhece a felicidade ao se apaixonar pela bela Maria Monforte. Este romance, porém, é rejeitado por Afonso por conta do passado nebuloso do pai da moça, Manuel Monforte, um negreiro que não pertence à alta roda da sociedade lisboeta, como Maria da Cunha, Maria da Gama e Dom Diogo Coutinho, amigos aristocratas do patriarca Maia. Apesar do desgosto de Afonso, Pedro se casa com Maria, tem dois filhos, Carlos Eduardo e Maria Eduarda. Mas um acidente vai transformar a vida do casal. Durante uma caçada, Pedro fere acidentalmente o Príncipe italiano Tancredo e o convida para se recuperar em sua casa. Maria Monforte se apaixona por aquele homem e resolve fugir com ele, levando consigo a filha e deixando o pequeno Carlos aos cuidados do pai. Este retorna à casa paterna, mas não aguenta o desespero e acaba por se suicidar. Dom Afonso decide criar o neto de acordo com suas convicções. Após ter tido uma infância feliz ao lado do avô querido, Carlos vai estudar Medicina na Universidade de Coimbra. Lá ele tem suas primeiras experiências amorosas e conhece aqueles que farão parte do seu círculo de amizades, como o melhor amigo, João da Ega - que envolve-se com Rachel, a esposa do banqueiro judeu Jacob Cohen -, e Teodorico Raposo. Aos olhos da tia Patrocínio das Neves, a Titi, Teodorico é o maior beato do mundo, aquele que conhece todos os santos e é incapaz de fumar, beber ou ir para a cama com mulheres. Mas, no fundo, ele adora um bom fado e é conhecido como "O Raposão das Espanholas". A vida dupla que leva tem um objetivo: herdar a fortuna de Titi. Recém-chegada a Lisboa, acompanhada da filha Rosa e do marido Castro Gomes, a bela Maria Eduarda encanta o jovem médico Carlos - que a esta altura deixa sua amante, a Condessa de Gouvarinho, inconformada de ter sido preterida. Seu passado, sua origem, tudo é um mistério. Não gosta de Castro Gomes, mas não consegue se separar dele por vários motivos: a pressão que ele exerce, o temor pelo destino da filha e até mesmo uma certa gratidão por ele tê-la ajudado em determinado momento de sua vida. Quando conhece Carlos e se apaixona por ele, hesita diante do novo e inebriante sentimento, mas acaba rendendo-se a ele, dando início a uma paixão que não tende a ter um final feliz. Contra esse romance, está Dom Afonso da Maia, que teme pelo futuro do neto, receoso de que esse envolvimento amoroso tenha o mesmo fim trágico que o de seu filho Pedro.

## Elenco
| Ator                  | Personagem                                                 |
| --------------------- | ---------------------------------------------------------- |
| Fábio Assunção        | Carlos Eduardo da Maia                                     |
| Ana Paula Arósio      | Maria Eduarda da Maia / Maria Eduarda Kaleski Castro Gomes |
| Walmor Chagas         | Dom Afonso da Maia                                         |
| Leonardo Vieira       | Pedro da Maia                                              |
| Simone Spoladore      | Maria Monforte                                             |
| Marília Pêra          | Maria Monforte                                             |
| Selton Mello          | João da Ega                                                |
| Matheus Nachtergaele  | Teodorico Raposo                                           |
| Myrian Muniz          | Patrocínio das Neves (Titi)                                |
| Paulo Betti           | Joaquim Castro Gomes                                       |
| Otávio Müller         | Dâmaso Salcede                                             |
| Eva Wilma             | Maria da Cunha                                             |
| Sérgio Viotti         | Padre Vásquez                                              |
| Osmar Prado           | Tomás de Alencar                                           |
| Eliane Giardini       | Condessa de Gouvarinho                                     |
| Otávio Augusto        | Conde de Gouvarinho                                        |
| Ewerton de Castro     | Manuel Vilaça                                              |
| Maria Luísa Mendonça  | Rachel Cohen                                               |
| Rodrigo Penna         | Artur Corvelo                                              |
| Leonardo Medeiros     | Hélio Taveira                                              |
| Antônio Calloni       | Palma Cavalão                                              |
| Maria Clara Fernandez | Encarnación                                                |
| Bruno Garcia          | Adelino                                                    |
| Felipe Martins        | Eusébio Silveira (Eusebiozinho)                            |
| Rita Elmôr            | Teresa Silveira (Teresinha)                                |
| Stênio Garcia         | Manuel Monforte                                            |
| Cecil Thiré           | Jacob Cohen                                                |
| Ariclê Perez          | Maria da Gama                                              |
| Thelma Reston         | Vicência                                                   |
| Ilya São Paulo        | Vitorino Cruges                                            |
| Renata Soffredini     | Gertrudes                                                  |
| Marina Ballarin       | Melanie                                                    |
| Carlos Alberto        | Dom Diogo Coutinho                                         |
| Ivan Mesquita         | Coronel Sequeira                                           |
| Jandira Martini       | Eugênia Silveira                                           |
| Hélio Ary             | Batista                                                    |
| Mila Moreira          | Viscondessa de Gafanha                                     |
| Dan Stulbach          | Guilherme Craft                                            |
| Giselle Itié          | Lola                                                       |
| Ruth Brennan          | Miss Sara                                                  |
| Marcos França         | Domingos                                                   |
| Gilles Gwizdek        | Monsieur Théodore                                          |
| Jacqueline Dalabona   | D. Joana Coutinho                                          |
| Mariana Leoni         | Adélia                                                     |
| Mônica Martelli       | Consuelo                                                   |
| Ronnie Marruda        | Julião                                                     |
| Isabelle Drummond     | Rosicler da Maia Castro Gomes (Rosa)                       |
| Raul Cortez           | Eça de Queiroz (narração)                                  |

### Participações especiais
| Ator                  | Personagem              |
| --------------------- | ----------------------- |
| Walter Breda          | Xavier Raposo           |
| Jussara Freire        | Amélia                  |
| José Lewgoy           | Abade Custódio          |
| Francisca Queiroz     | Ana                     |
| Fábio Fulco           | Príncipe Tancredo       |
| Luís de Lima          | Monsieur Guimarães      |
| Philip Croskin        | Mr. Brown               |
| Samir Alves           | Carlos (criança)        |
| Maria Isabel Quinhões | Teresinha (criança)     |
| Adriano Leonel        | Eusebiozinho (criança)  |
| Alisson Silveira      | Teodorico (criança)     |
| Ana Carolina Herquet  | Maria Eduarda (criança) |

## Produção
"Os Maias não só é a melhor coisa já feita na nossa televisão como não se fez nada parecido desde que o Scorsese comandou aquela investigação arqueológica de uma era e de uma sociedade, no seu A Idade da Inocência."

–Luis Fernando Veríssimo, em "O Estado de S. Paulo", 26 de janeiro de 2001)
A série foi produzida em parceria com a emissora portuguesa SIC (Sociedade Independente de Comunicação) e estreou simultaneamente em Portugal e no Brasil.
Os Maias marcou o retorno do diretor Luiz Fernando Carvalho à TV Globo, após três anos afastado da televisão para se dedicar ao filme Lavoura Arcaica (2001).

## Exibição
Foi reapresentada no Viva entre 6 de março e 2 de maio de 2012, substituindo Dona Flor e Seus Dois Maridos.

### Outras Mídias
A versão para DVD, lançada em 2004, foi editada pelo próprio Luiz Fernando Carvalho, que fez alterações no formato da série, cortando as partes da narrativa que se referem aos romances A Relíquia e A Capital. Além de depoimentos de alguns atores do elenco e comentários de Maria Adelaide Amaral sobre a adaptação do romance para a televisão, o material extra do DVD apresentou as notas sobre a obra literária, de Beatriz Berrini.
Em 15 de março de 2021, foi disponibilizada na íntegra pelo Globoplay, como parte do Projeto Resgate.

## Trilha sonora
Capa: Fábio Assunção
1. "Prelúdio" - John Neschling (participação especial Orquestra Sinfônica)
2. "Fado" - John Neschling (participação especial Orquestra Sinfônica)
3. "O Pastor" - Madredeus
4. "Ramalhete" - André Sperling
5. "As Ilhas dos Açores" - Madredeus
6. "Tema de Infância" - John Neschling (participação especial Orquestra Sinfônica)
7. "Fado Mãe" - Dulce Pontes
8. "Tema de Amor" - John Neschling (participação especial Orquestra Sinfônica)
9. "Haja O Que Houver" - Madredeus
10. "Poema D'Amor" - André Sperling
11. "Valsa" - John Neschling (participação especial Orquestra Sinfônica)
12. "O Velho" - John Neschling (participação especial Orquestra Sinfônica)
13. "Por Ti" - André Sperling
14. "Matinal" - Madredeus
15. "Tristes Dias" - André Sperling

## Prêmios
II Festival Latino-Americano de Cine Vídeo de Campo Grande:
- Melhor cenografia
- Fotografia
- Direção de arte